# 小鹿野警察署
小鹿野警察署（おがのけいさつしょ）は、埼玉県秩父郡小鹿野町にある、埼玉県警察が管轄する警察署。署長は警視。

## 所在地
- 埼玉県秩父郡小鹿野町小鹿野2816番地1

## 管轄区域
- 秩父郡小鹿野町
- 秩父市（旧秩父郡吉田町の区域のみ）

## 管内の駐在所
括弧内は所在地。なお、管内に交番はない。

### 小鹿野町
- 三田川駐在所（飯田2908番地6）
- 倉尾駐在所（日尾1265番地2）
- 両神駐在所（両神薄2712番地1）

### 秩父市
- 下吉田駐在所（下吉田7799番地）
- 上吉田駐在所（上吉田1439番地2）

## 過去に設置されていた駐在所
- 長若駐在所（般若807番地5）

## 沿革
- 1991年（平成3年）3月14日 - 山岳救助隊が発足する。（隊長は隣接する秩父警察署地域課長が兼務し、隊員は人命救助等の訓練を受けた小鹿野警察署員及び秩父警察署員30名で構成。）
- 2021年（令和3年）4月1日 - 長若駐在所を警察署に統合し閉所する[1]。
- 2028年度予定(2025年1月現在) - 秩父警察署に統合[2]。駐在所・パトカーは現状維持される[3]。署は分庁舎に格下げとなるが、パトカーの活動拠点として残される[3]。